# Ismail El Haddad
Ismail El Haddad (arabisch إسماعيل الحداد, DMG Ismāʿīl al-Ḥaddād; geb. 3. August 1990 in Casablanca) ist ein marokkanischer Fußballspieler.

## Karriere

### Klub
Zur Saison 2014/15 wechselte er von TAS Casablanca zu Hassania d’Agadir und eine Spielzeit später weiter zu Wydad Casablanca. Mit diesen wurde er einmal Champions-League-Sieger in der Ausgabe 2017, zwei Mal Meister und einmal CAF-Super-Cup-Gewinner. Seit Anfang 2021 steht er in Katar bei al-Khor unter Vertrag.

### Nationalmannschaft
Seinen ersten bekannten Einsatz für die marokkanische Nationalmannschaft hatte er am 11. November 2016 bei einem 4:0-Freundschaftsspielsieg über Kanada. Dort stand er auch in der Startelf und wurde zur 74. Minute für Ismail H'Maidat ausgewechselt. Später bekam er in der Qualifikation für die Afrikanische Nationenmeisterschaft 2018 auch Einsätze und war schließlich auch bei der Endrunde dabei. Nach der erfolgten Qualifikation war er auch bei der Endrunde dabei und konnte am Ende mit seinem Team zusammen den Pokal in die Höhe stemmen. Nach weiteren Qualifikationsspielen war er beim FIFA-Arabien-Pokal 2021 dabei, wo seine Mannschaft es bis ins Viertelfinale schaffte.